# Józef Balicki

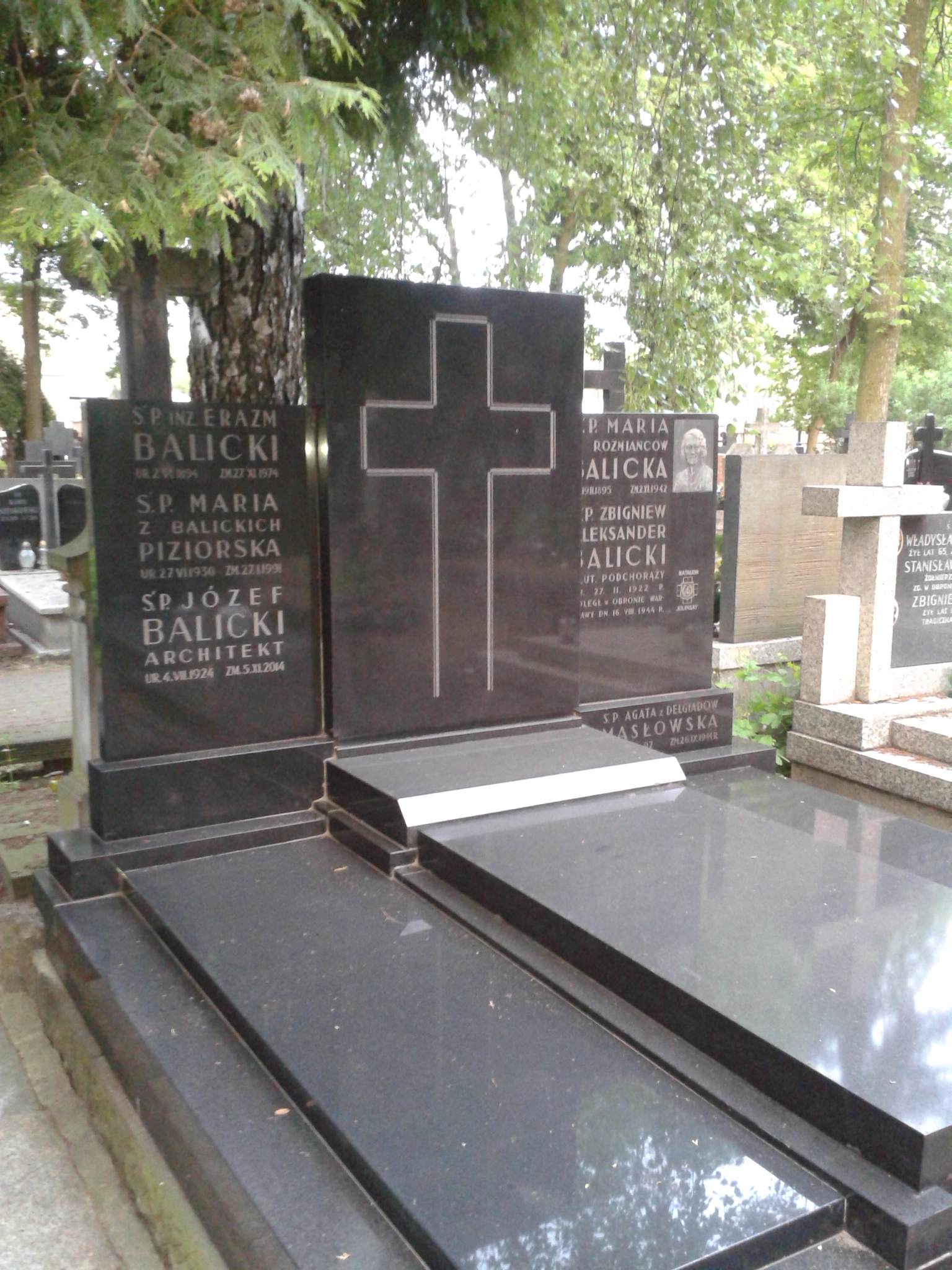
Grób Józefa Balickiego na cmentarzu Bródnowskim

Józef Balicki (ur. 4 lipca 1924 w Warszawie, zm. 5 listopada 2014 tamże) – polski architekt.

## Życiorys
Urodził się w rodzinie Erazma Balickiego herbu Ostoja i Marii z domu Rozmaniec, jego ojciec był założycielem Nadniemeńskiego Kółka Łowieckiego. Po wybuchu II wojny światowej zaangażował się w działalność konspiracyjną, od 1942 w Oddziale Dywersji VII Obwodu „Obroża” Warszawskiego Okręgu Armii Krajowej (powiat warszawski), podlegał 2 Rejonowi „Celków” w Markach. Używał wówczas pseudonimu Ziuk lub Stokrotka. Walczył w powstaniu warszawskim, uzyskał stopień kaprala. Po wkroczeniu Armii Czerwonej został aresztowany przez NKWD i wywieziony w głąb ZSRR, gdzie był więziony w łagrze. Po powrocie do kraju studiował na Wydziale Architektury Politechniki Warszawskiej, dyplom ukończenia otrzymał w 1952. Należał do Polskiego Związku Łowieckiego, a od 1950 przez dziesięć lat był czynnym członkiem Polskiego Związku Motorowodnego, w 1956 zdobył tytuł Mistrza Polski w klasie „A”. Jako architekt projektował liczne obiekty użyteczności publicznej oraz budowle sakralne m.in. kościół parafialny św. Wawrzyńca w Muszakach, od 1956 był członkiem Warszawskiego Oddziału SARP.

## Działalność łowiecka
Od 1953 należał do Koła Łowieckiego „Ryś” w Dźwierzutach, siedem lat później został członkiem O.K.M. im. Św. Huberta, które powstało w 1884. W uznaniu zasług dla Łowiectwa został uhonorowany Srebrnym i Złotym Medalem.

## Odznaczenia
- Krzyż Armii Krajowej;
- Krzyż Partyzancki;
- Warszawski Krzyż Powstańczy;
- Krzyż Zesłańców Sybiru;
- Srebrny i Złoty Medal Zasługi Łowieckiej.